# Derby (turfe)

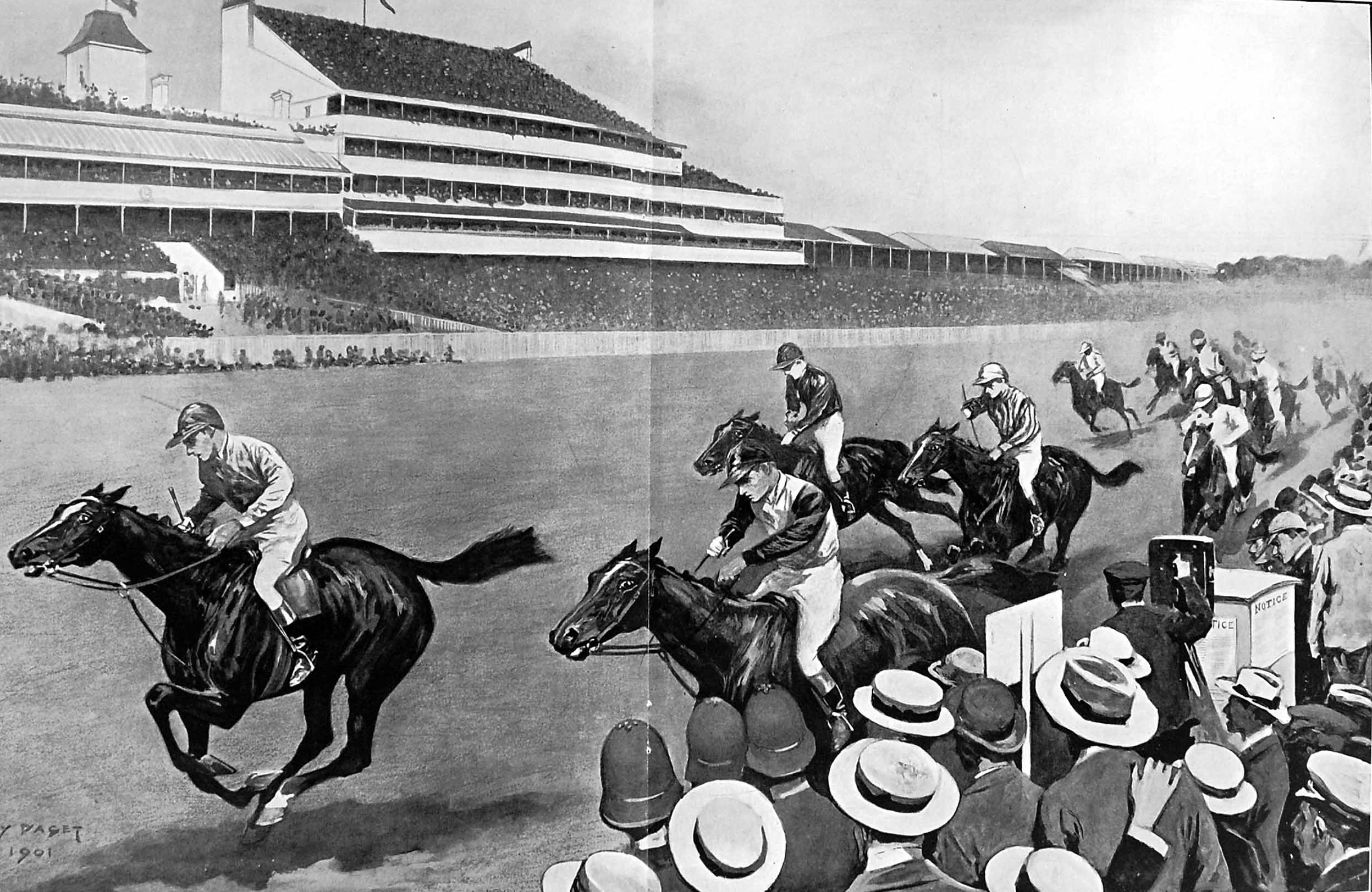
Derby de Epsom, 1901: Volodyovsky vence a William The Third

Derby (ou derbi) em turfe refere-se a uma corrida de cavalos que faz parte da disputa da Tríplice Coroa. A palavra evoca Lord Derby, Sir Edward Smith-Stanley, (Earl of Derby)  , um político e turfista inglês que renomeou uma corrida de cavalos realizada em Epson , antes denominada Epsom Oaks,  para Derby Stakes , passando a destinar-se a cavalos e 3 anos a partir de  1780 (popularizando-se como Epsom Derby, ou, em portugues, Derby de Epsom).
Na Argentina o derbi é o Gran Premio El Nacional disputado no Hipódromo Argentino de Palermo em Buenos Aires. No Uruguai o derbi é o Gran Premio Nacional disputado no Hipódromo de Maroñas, em Montevidéu. No Chile o derbi é  El Derby de Viña del Mar , do  Valparaiso Sporting Club  disputado no hipódromo deste clube em  Viña del Mar.
Nos Estados Unidos da América é famoso o Kentucky Derby, disputado no Hipódromo de Churchill Downs em Louisville. Na Inglaterra é famoso o Derby de Epsom, disputado no Hipódromo de Epsom Downs em  Epsom (Surrey) .
No Brasil há :
- Derby Riograndense, do Jockey Club do Rio Grande do Sul, disputado no Hipódromo do Cristal, Porto Alegre
- Derby Paranaense, do Jockey Club do Paraná, disputado no Hipódromo do Tarumã, Curitiba
- Derby Paulista , do Jockey Club de São Paulo , disputado no Hipódromo de Cidade Jardim, Cidade de São Paulo
- Grande Prêmio Cruzeiro do Sul, do  Jockey Club Brasileiro, por isso também chamado Derby Brasileiro, disputado no Hipódromo da Gávea, Cidade do Rio de Janeiro.

## Grande Prêmio Derby Riograndense
Corrida de galope plano em pista de areia (dirt) do Cristal disputado anualmente em 2400 metros para  thoroughbreds  machos e fêmeas de tres anos de idade. No seu inicio , no antigo Hipódromo dos Moinhos de Vento, era denominado Grande Premio Cruzeiro do Sul corrido em 2200 metros até sua última edição que ocorreu em 1960 , única no Hipódromo do Cristal. De 1961 em diante, no novo hipódromo, recebeu o nome de Grande Prêmio Derby Riograndense e passou a 2400 metros. Na ocasião era a segunda prova da Tríplice Coroa Riograndese (a terceira era o G. P. Coronel Caminha em 3000 metros). Hoje  trata-se da prova final da Triplice Coroa Riograndese,  em 2400 metros.  Classificada como prova Listed do Brasil.

## Grande Prêmio Derby Paranaense
Corrida de galope plano em pista de areia (dirt) do Taruma disputado atualmente em 2200 metros para thoroughbreds de tres anos de idade. Hoje é a prova final da Triplice Coroa Paranaense. Classificada como prova Grupo III do Brasil.

## Grande Prêmio Derby Paulista
Corrida de galope plano disputado em pista de grama (turf) de Cidade Jardim atualmente em 2400 metros para thoroughbreds de tres anos de idade. Hoje é a da prova final da Triplice Coroa Paulista. Classificada como prova  Grupo I do Brasil.

## Grande Prêmio Cruzeiro do Sul (Derby Brasileiro)
Corrida de galope plano disputado em pista de grama (turf) da Gavea atualmente em 2400 metros para thoroughbreds de tres anos de idade. Hoje é a da prova final da Triplice Coroa Carioca. Classificada como prova  Grupo I do Brasil.

## Referencias
1. ↑  Vencedores do Derby Riograndense
2. ↑  Michelson, Miles. «Thoroughbred Horse Pedigree Query». www.pedigreequery.com. Consultado em 31 de julho de 2018
3. ↑  Vencedores do Derby Paulista